# 藤原真先
藤原 真先（ふじわら の まさき、? - 天平宝字8年〈764年〉）は、奈良時代の公卿。名は真光とも記される。初名は執弓。氏姓は藤原朝臣のち藤原恵美朝臣。藤原南家、太師・藤原仲麻呂の次男。官位は正四位上・参議。

## 経歴
天平勝宝9歳（757年）3月に父の藤原仲麻呂の推す大炊王が孝謙天皇の皇太子になり、5月に仲麻呂が大臣に准じる紫微内相に就任すると同時に、真先も従五位下に叙爵する。
天平宝字2年（758年）8月に大炊王が即位（淳仁天皇）。仲麻呂とその子息は藤原恵美朝臣の美称に改姓するとともに、仲麻呂は太保（右大臣）に任ぜられ、真先も従五位上・兵部大輔に叙任される。その後も仲麻呂の威光を背景に、天平宝字3年（759年）従四位下、天平宝字5年（761年）従四位上兼美濃飛騨信濃按察使と急速に昇進し、天平宝字6年（762年）2月に弟の訓儒麻呂、朝狩とともに参議に任じられ公卿に列す。同年12月には正四位上・大宰帥に叙任される。
その後、孝謙上皇・道鏡と淳仁天皇・仲麻呂との対立が深まり、危機感を抱いた仲麻呂は天平宝字8年（764年）9月に反乱を起こそうとする。しかし、事前に計画が漏洩して孝謙上皇側に先手を打たれて御璽と駅鈴を奪われてしまう。真先は仲麻呂に従って平城京を脱出して近江国へ入る。仲麻呂一族は三尾（近江国高島郡）の古城に拠って官軍と戦うが、敗れる。9月18日に真先は官軍によって琵琶湖畔で一族とともに斬られた。（藤原仲麻呂の乱）
かつては名を真光とすることが多かったが、『大日本古文書』には真前との記載があり、真先が正当とされている（野村忠夫による）。

## 人物
『万葉集』には、天平勝宝9歳（757年）に兵部大丞・大原今城が自邸で大伴家持に伝誦した、播磨介時代の執弓作の和歌が採録されている

## 官歴
『続日本紀』による。
- 時期不詳：正六位上
- 天平勝宝9歳（757年） 5月20日：従五位下。12月18日：見播磨介[2]
- 時期不詳：執弓から真先に改名
- 天平宝字2年（758年） 8月1日：従五位上。8月25日：藤原朝臣から藤原恵美朝臣に改姓
- 天平宝字3年（759年） 6月16日：従四位下
- 時期不詳：兵部大輔[3]
- 天平宝字5年（761年） 正月7日：従四位上、見大和守。正月16日：美濃飛騨信濃按察使 (日本)
- 天平宝字6年（762年） 正月4日：参議。12月1日：正四位上、大宰帥

## 系譜
『尊卑分脈』による。
- 父：藤原仲麻呂
- 母：藤原宇比良古（藤原房前の娘）